# HAT–P–6 b
A HAT–P–6 b – Nachtwacht – forró jupiter típusú exobolygó, mely a Jupiterével megegyező tömegű, de nagy hőmérséklete miatt, melyet a csillagához közeli keringése (3,8 napos keringési periódus) okoz, sugara a Jupiterének 1,33-szorosa. Egy tőlünk 860 fényévre lévő, 10,6 magnitúdós, F színképtípusú csillag körül kering.

## Elnevezése
Ahogy az exobolygók egyik fejezetében olvashatjuk, ezek az objektumok alapesetben nem kapnak egyedi nevet, csak katalógusszámot. Ez alól 2019-ben kivételt tett a Nemzetközi Csillagászati Unió, fennállásának 100. évfordulója alkalmából. 113 ország egy-egy – szabad szemmel nem, de kis távcsővel már látható – csillagának és a körülötte keringő, ismert bolygójának nevére tehetett javaslatot. A HAT–P–6 csillagára Hollandia a Sterrennacht, a kísérőre a Nachtwacht nevet javasolta az IAU-nak, amely azt 2019. december 17-én hivatalossá tette.